# نیوبری (فلوریدا)
نیوبری (به انگلیسی: Newberry) شهری در شهرستان آلاچوا ایالت فلوریدا است که در سال ۱۹۰۸ بنیان‌گذاری شده‌است. این شهر طبق سرشماری سال ۲۰۱۰ میلادی، ۴٬۳۰۱ نفر جمعیت داشته و مساحت آن نیز ۱۱۹٫۰ کیلومتر مربع است.